# Мултан (округ)
Мултан (урду ضِلع مُلتان‎, англ. Multan District) — один из 36 округов пакистанской провинции Пенджаб. Административный центр — город Мултан.

## География
Мултан граничит с округом Бахавалпур на юге, с округом Музаффаргарх на западе, с округом Ханевал на севере, с округом Лодхран на востоке.

## Техсилы
Мултан занимает площадь 3720 км² и разделен на четыре техсила:
- Мултан
- Мултан-Садр
- Шуджабад
- Джалалпур-Пирвала